# Río Matina
El río Matina es un río de Costa Rica ubicado en la provincia de Limón, en la Región Huetar Atlántica, al este del país. Nace en el cerro Chirripó, a más de 3.800 sobre el nivel del mar.

## Descripción
Durante casi todo su curso se conoce como Río Chirripó Atlántico, pero al confluir este último con los ríos Barbilla y Peje, pasa a ser conocido como Río Matina. Desemboca en la vertiente del mar Caribe. 
Su longitud es de 92 km, su cuenca tiene una superficie de 1418,5 km² y descarga un caudal de 6 metros cúbicos por segundo. Es navegable a lo largo de 16 km.